# Bjarte Engen Vik
Bjarte Engen Vik, norveški nordijski kombinatorec, * 3. marec 1971, Tromsø, Norveška.
Vik je nastopil na dveh Zimskih olimpijskih igrah v nordijski kombinaciji, v letih 1994 v Lillehammerju, kjer je osvojil srebrno medaljo na 3x10 km ekipno in bronasto na 15 km posamično, ter 1998 v Naganu, kjer je postal dvakratni olimpijski prvak na 15 km posamično in 4x5 km ekipno. Na svetovnih prvenstvih je osvojil pet zlatih in tri srebrne medalje. Naslov svetovnega prvaka je osvojil v letih 1997 na 4x5 km ekipno, 1999 na 7,5 km in 15 km posamično, ter 2001 na 15 km posamično in 4x5 km ekipno.